# Oxi
Oxi – narkotyk powstający ze zmieszania odpadów z produkcji kokainy z benzyną, naftą lub wapnem palonym (CaO). Powstały ok. 1990 roku, popularny w biednych dzielnicach miast Amazonii. Zażywany jest przez wdychanie oparów, uzależnia szybciej niż inne formy kokainy, nawet po jednokrotnym użyciu. U uzależnionych może wywoływać napady paranoi, depresję i inne zaburzenia psychiczne.
Nazwa jest skrótem od "oxidado" (pol. zardzewiały).